# Rio Bonito
Rio Bonito là một đô thị thuộc bang Rio de Janeiro, Brasil. Đô thị này có diện tích 462,176 km², dân số năm 2007 là 53039 người, mật độ 114,8 người/km².